# Dieter Paul Küssner
Dieter Paul Küssner (født 27. december 1941 i Hamborg) har været forstander for bl.a. Jaruplund Højskole og formand for Sydslesvigsk Forening.

## Biografi
Faderen kom først hjem fra krigen i 1947, og forinden var moderen, der tilhørte det danske mindretal i Sydslesvig, rejst hjem til Flensborg med børnene. Familien havde boet i Hamborg, hvorfra moderen med tre børn var blevet evakueret til Weismain i Oberfranken. ~ Efter realeksamen på Duborg-Skolen i 1958 var Dieter Küssner på Jaruplund Højskole, Kerteminde Højskole og Vrå Højskole. Han blev lærer fra Tønder Seminarium i 1966.
Hans anden hustru Vibeke Nørup Küssner og sønnen Tue er lærere på Duborg-Skolen. En lillebror, Rolf Küssner (født 1951), var fritidshjemskonsulent i Sydslesvigs danske Ungdomsforeninger. Han har to ældre søstre, Helga født 1936 og Traudl født 1937. Helga har udgivet sine barndomserindringer.

## Hverv
Dieter Küssner var lærer på Sønder Brarup danske skole i to år og derefter højskolelærer på Jaruplund Højskole, Krabbesholm Højskole og Try Højskole. 1979–1985 var han forstander for Egmont Højskolen. 1985-1994 var han redaktør for Slesvigland, et tosproget tidsskrift som har til formål at udbrede kendskab til den slesvigske historie, og som blev husstandomdelt i Sydslesvig og finansieret af Traugott Møller-Fonden. Tidskriftet videreføres nu som internet-tidsskrift. Fra 1994 til 2014 var Dieter Küssner forstander for Jaruplund Højskole ved Flensborg, den danske højskole i Sydslesvig. Han er bestyrelsesformand for Poul Kristensens Forlag, medlem af bestyrelserne for Traugott Møller-Fonden og I.C. Møller-Fonden og medstifter af det dansk-tysk-frisiske Dialog Forum Norden.
1989-2003 var han formand for Sydslesvigs Museumsforening, 1996-2002 medlem af Sydslesvigsk Forenings foredragsudvalg, 1997-2003 første næstformand i Sydslesvigsk Forening, og fra november 2003 til oktober 2013 var han formand for Sydslesvigsk Forening. Han var i 2005 talsmand for Mindretalsrådet i Tyskland og i 2005 formand for Det sydslesvigske Samråd.
Dieter Küssner er en habil kender af egyptisk og grønlandsk oldtids- og kulturhistorie, og han har ledet højskolerejser hertil og til Færøerne. Han underviser eller formidler også i grænselandets kulturhistorie, i det danske mindretals historie og i nordisk litteratur og billedkunst. Som højskoleforstander og formand for Sydslesvigsk Forening har han en del foredragsvirksomhed. I 2005 modtog han Dannebrogordenen. Som pensionist er han bosat i Jaruplund (Jarplund Dorf), men er stadig (2019) aktiv, bl.a. som medvirkende på højskolekurser.